# Robert Kurtzman
Robert Kurtzman (nascut el 25 de novembre de 1964) és un director de cinema, productor, guionista i maquillador d'efectes especials estatunidenc.

## Carreres professionals
Kurtzman va començar la seva carrera el 1984 quan es va traslladar de la seva ciutat natal de Crestline (Ohio), a Hollywood, Califòrnia, per dedicar-se al maquillatge protèsic, més conegut com a efectes especials de maquillatge. El 1988, juntament amb Gregory Nicotero i Howard Berger, va formar K.N.B. EFX Group, un estudi especial d'efectes de maquillatge que ha treballat en més de 400 projectes de cinema i televisió. K.N.B. ha guanyat nombrosos premis, inclòs un Premi Emmy l'any 2001 pel seu treball a la minisèrie de Sci Fi Channel de 2000 Frank Herbert's Dune. Van rebre un dels Premis Oscar de 2005 pel seu maquillatge de Les Cròniques de Nàrnia: El lleó, la bruixa i l'armari.
Després d'establir-se en l'àmbit dels efectes especials, Kurtzman es va dedicar a la direcció i la producció. El seu primer projecte va ser Obert fins a la matinada, per al qual va escriure la història original, va fer de coproductor i va crear els efectes especials. The Demolitionist va marcar el debut com a director de Kurtzman. Va continuar dirigint El senyor dels desitjos, en la qual va tenir un cameo sense acreditar com "piano wire guy". El 2002, Kurtzman va deixar K.N.B. Grup EFX. Kurtzman va traslladar la seva família a Crestline, Ohio, i va fundar la seva pròpia companyia de producció, Precinct 13 Entertainment. Fundada en 2003, Precinct 13 ès descrita com una productora d’efectes visuals per a pel·lícules comercials, televisió i ràdio. The Rage va ser el primer llargmetratge independent, totalment finançat i de la casa. Kurtzman i P13 també han coproduït la pel·lícula sobrenatural The Dead Matter, amb Andrew Divoff, Tom Savini i Jim O'Rear. Kurtzman també va dirigir la pel·lícula de thriller d'acció Deadly Impact, escrita per Alexander Vesha.
El 2017, Kurtzman va ocupar el càrrec de cap de departament de maquillatge/MUFX per a la sèrie The Haunting of Hill House dirigida per Mike Flanagan. Kurtzman va traslladar el seu estudi a Atlanta i va formar Robert Kurtzman MUFX, LLC. La seva nova empresa ha treballat en pel·lícules com Jay and Silent Bob Reboot, Ma i Doctor Sleep.

## Premis
- XXXV Festival Internacional de Cinema Fantàstic de Catalunya – 2002 Premi al millor Makeup per Cabin Fever. Compartit amb Howard Berger i Gregory Nicotero.
- Academy of Science Fiction, Fantasy & Horror Films – Premi Saturn 1999 al millor maquillatge per Vampirs de John Carpenter. Compartit amb Howard Berger and Gregory Nicotero.
- XXX Festival Internacional de Cinema Fantàstic de Catalunya – 1997 nominada a la millor pel·lícula per El senyor dels desitjos.
- CableACE Awards – 1995 nominat al millor maquillatge per State of Emergency (1994) (TV). Compartit amb Howard Berger, Gregory Nicotero, Ashlee Petersen, i Heidi Seeholzer.
- CableACE Awards – 1994 nominat al millor maquillatge per Bosses de cadàvers (1993). Compartit amb Rick Baker, Greg LaCava, Gregory Nicotero, i Howard Berger.

## Filmografia

### 1980s
- From Beyond (1986) - Efectes tècnics
- El terror truca a la porta (1986) – Efectes especials de maquillatge
- Malson a Elm Street 3 (1987) – Formes de Freddy
- Predator (1987) – Equip d'efectes de criatures
- Evil Dead II (1987) – Efectes especials de maquillatge unit crew
- Phantasm II (1988) – Efectes especials de maquillatge constructor
- 976-EVIL (1988) - aplicador de maquillatge al plató:: Kevin Yagher Production, Inc.
- Malson a Elm Street 5: El nen somiador (1989) – Supervisor d'efectes especials: K.N.B. EFX Group
- A Nightmare on Elm Street 5: The Dream Child (1989) – Supervisor: efectes del cap de Freddy, Efectes especials de maquillatge
- The Horror Show (1989) – efectes especialss
- DeepStar Six (1989) – Creature guy
- Night Angel (1989) – Supervisor d’efectes addicionals de maquillatge: K.N.B. EFX Group
- Nightwish (1989) – efectes especialss
- Intruder (1989) – Efectes especials de maquillatge

### 1990s
- Ballant amb llops (1990) – Supervisor d’efectes delsbúfals
- Bride of Re-Animator (1990) – Efectes especials de maquillatge i creador d’efectes de la nòvia: K.N.B. EFX Group, Efectes especials de maquillatge
- Tremors (1990) – equip d’efectes de la criatura
- The Exorcist III (1990) - efectes de maquillatge del dimoni
- Darkman (1990) - efectes especials maquillatge
- Misery (1990) – Efectes especials de maquillatge t
- Sibling Rivalry (1990) – Efectes especials de maquillatge
- Tales from the Darkside: The Movie (1990) – supervisor efectes especials de maquillatge
- Leatherface: The Texas Chainsaw Massacre III (1990) – Makeup artist
- The People Under the Stairs (1991) – Supervisor d'efectes especials de maquillatge
- Dr. Giggles (1992) – Supervisor d'efectes especials de maquillatge
- Army of Darkness (1992) – Supervisor d'efectes especials de maquillatge: K.N.B. EFX Group
- The Nutt House (1992) – Efectes especials de maquillatge
- Jason Goes to Hell: The Final Friday (1993) – Supervisor d'efectes: K.N.B. EFX Group, Efectes especials de maquillatge artist: K.N.B. EFX Group
- Bosses de cadàvers (1993) (TV) – Efectes especials de maquillatge
- Doppelganger (1993) – Efectes especials de maquillatge
- Maniac Cop 3: Badge of Silence (1993) – Supervisor d'efectes especials de maquillatge
- Ed and His Dead Mother (1993) – Efectes especials de maquillatge
- Wes Craven's New Nightmare (1994) – Efectes especials de maquillatge
- Pumpkinhead II: Blood Wings (1994) – Supervisor d'efectes especials de maquillatge
- John Carpenter's In the Mouth of Madness (1994) – Efectes especials de maquillatge
- The Demolitionist (1995) – Director, screenwriter
- Lord of Illusions (1995) – Supervisor d'efectes especials de maquillatge: K.N.B. EFX Group
- Skinner (1995) – Efectes especials de maquillatge, Supervisor d'efectes especials

- Wes Craven's Vampire in Brooklyn (1995) – aplicació al plató d’efectes especials de maquillatge, Efectes especials de maquillatge: titellaire
- Galaxis (1995) – Supervisor d'efectes especials de maquillatge
- Scream (1996) – Supervisor d'efectes especials de maquillatge
- Obert fins a la matinada (1996) – Co-productor, story, supervisor d'efectes maquillatge
- The Night Flier (1997) – Supervisor d'efectes especials de maquillatge
- Double Tap (1997) – Supervisor d'efectes especials de maquillatge
- Spawn (1997) – efectes Animatronic, Efectes especials de maquillatge
- El senyor dels desitjos (1997) – Director, Efectes especials de maquillatge
- The Faculty (1998) – Efectes especials i maquillatge de la criatura
- A Simple Plan (1998) – Supervisor d'efectes especials de maquillatge/titellaire
- Vampirs de John Carpenter (1998) – Efectes especials de maquillatge
- Dean Koontz's Phantoms (1998) – Makeup Supervisor d'efectes: KNB EFX Group
- House on Haunted Hill (La mansió de les tenebres) (1999) - Efectes especials de maquillatge

### 2000s
- The Crow: Salvation (2000) - Efectes especials de maquillatge
- Frank Herbert's Dune (2000) – Animatronic supervisor d'efectes/titellaire
- Little Nicky (2000) – Supervisor d’eectes especials de maquillatge i criatura
- Spiders (2000) – Special makeup and creature Supervisor d'efectes
- My First Mister (2001) – Co-productor executiu, Efectes especials de maquillatge
- Vanilla Sky (2001) – Supervisor d'efectes especials de maquillatge: K.N.B. EFX Group Inc.
- Thir13en Ghosts (2001) – Efectes especials de maquillatge artist, Supervisor d'efectes especials de maquillatge
- John Carpenter's Ghosts of Mars (2001) – Efectes especials de maquillatge artist
- Soulkeeper (2001) – Special makeup and creature effects
- Evolution (2001) – Creature effects
- John Carpenter's Vampires: Los Muertos (2002) – Supervisor d'efectes especials de maquillatge
- Bubba Ho-tep (2002) – Supervisor d'efectes especials de maquillatge
- Cabin Fever (2002) – Supervisor d'efectes especials de maquillatge
- Ghost Ship (2002) - Supervisor d'efectes especials de maquillatge i estilista
- Bad Boys II (2003) - Efectes especials de maquillatge (no acreditat)
- Identity (2003) – Supervisor d'efectes especials de maquillatge
- Tremors 4: The Legend Begins (2004) – Supervisor d'efectes especials
- Cursed (2005) - Efectes especials de maquillatge
- Hostel (2005) – Supervisor d'efectes visuals
- Jolly Roger: Massacre at Cutter's Cove (2005) – Supervisor d'efectes visuals
- 2001 Maniacs (2005) – Supervisor d'efectes visuals
- The Devil's Rejects (2005) – Supervisor d'efectes visuals
- The Texas Chainsaw Massacre: The Beginning (2006) - efectes especials maquillatge
- The Rage (2007) – Productor, director, escriptor, director de fotografia, productor d'efectes visuals, productor d'efectes especials de maquillatge
- Buried Alive (2007) – Director, productor d'efectes visuals, productor d'efectes especials de maquillatge, director d'efectes especials
- Wanted: Undead or Alive (2007 – rodatge) – Productor d'efectes especials de maquillatge/productor d'efectes visuals
- The Living Hell (2007): productor d'efectes visuals, productor d'efectes especials de maquillatge
- Deadly Impact (2009) - Director, productor de maquillatge especial, productor d'efectes visuals, actor (personatge: propietari)

### 2010s
- The Dead Matter (2010) – Productor
- Jug Face (2013) – Productor d'efectes especials de maquillatge
- Tusk (2014) – Maquillatge d'efectes especials
- Lake Eerie (2016) - Artista d'efectes especials de maquillatge, supervisor d'efectes especials
- The Funhouse Massacre (2016) – Productor d'efectes especials de maquillatge
- The Neighbor (2016) – Supervisor d'efectes especials de maquillatge
- The Bye Bye Man (2017) – Productor d'efectes especials de maquillatge
- The Haunting of Hill House (sèrie de televisió) - Cap del departament de maquillatge/efectes de maquillatge
- Gerald's Game (pel·lícula) - de Stephen King - Cap del departament d'efectes de maquillatge
- Doctor Sleep (pel·lícula de 2019) - Cap del departament d'efectes de maquillatge

### 2020s
- Rise of The Living Dead (2021): artista d'efectes de maquillatge especials
- Cherry (pel·lícula de 2021) - Cap del departament de maquillatge/efectes de maquillatge
- Sèrie de televisió The Underground Railroad (2021) - maquilladora (1 episodi)
- Black Friday (2021) - Cap del departament de maquillatge i efectes especials
- Fear Street Part Two: 1978 - Artista d'efectes de maquillatge
- First Kill (sèrie de televisió) - Cap del departament d'efectes de maquillatge
- Secret Headquarters - Cap del departament d'efectes de maquillatge
- The Last Days of Ptolemy Grey - Cap del departament d'efectes de maquillatge
- KillRoy Was Here (2022) - Artista d'efectes de maquillatge especials